# Storsarvlax
Storsarvlax (finska: Suur-Sarvilahden kartano), är en egendom i Pernå i Lovisa stad i Nyland. Storsarvlax ägdes redan 1450 av stamfadern till den grevliga ätten Creutz, från vilken det genom giftermål 1763 övergick till lagmannen Johan Christoffer von Morian och 1811 till landshövdingen S.F. von Born. År 1880 drabbades karaktärshuset av vådeld, men kom att repareras till sin forna prakt. 
Numera är egendomen delad huvudsakligen i två gods; Stor- och Norrsarvlax. Corps-de-logiet till Storsarvlax, ritat av Frans Anatolius Sjöström ägs numera av stiftelsen Svenska litteratursällskapet i Finland, som bevarat interiören intakt. Ernst och Alix von Born testamenterade Stor-Sarvlaks gård till Svenska litteratursällskapet. I enlighet med deras testamente ska Stor-Sarvlaks gård förvaltas av tre personer som tillsammans bildar gårdens förvaltningsråd. Representanterna ska utses av Svenska Litteratursällskapet, Svenska folkpartiet och Nylands svenska lantbrukssällskap. Det bebos av periodvis utvalda ättlingar till von Born, som förbinder sig att förvalta det historiska arvet, och förevisa det på begäran.
Storsarvlax gård bildar en värdefull byggt kulturmiljö av riksintresse och är därmed skyddat.

## Bilder

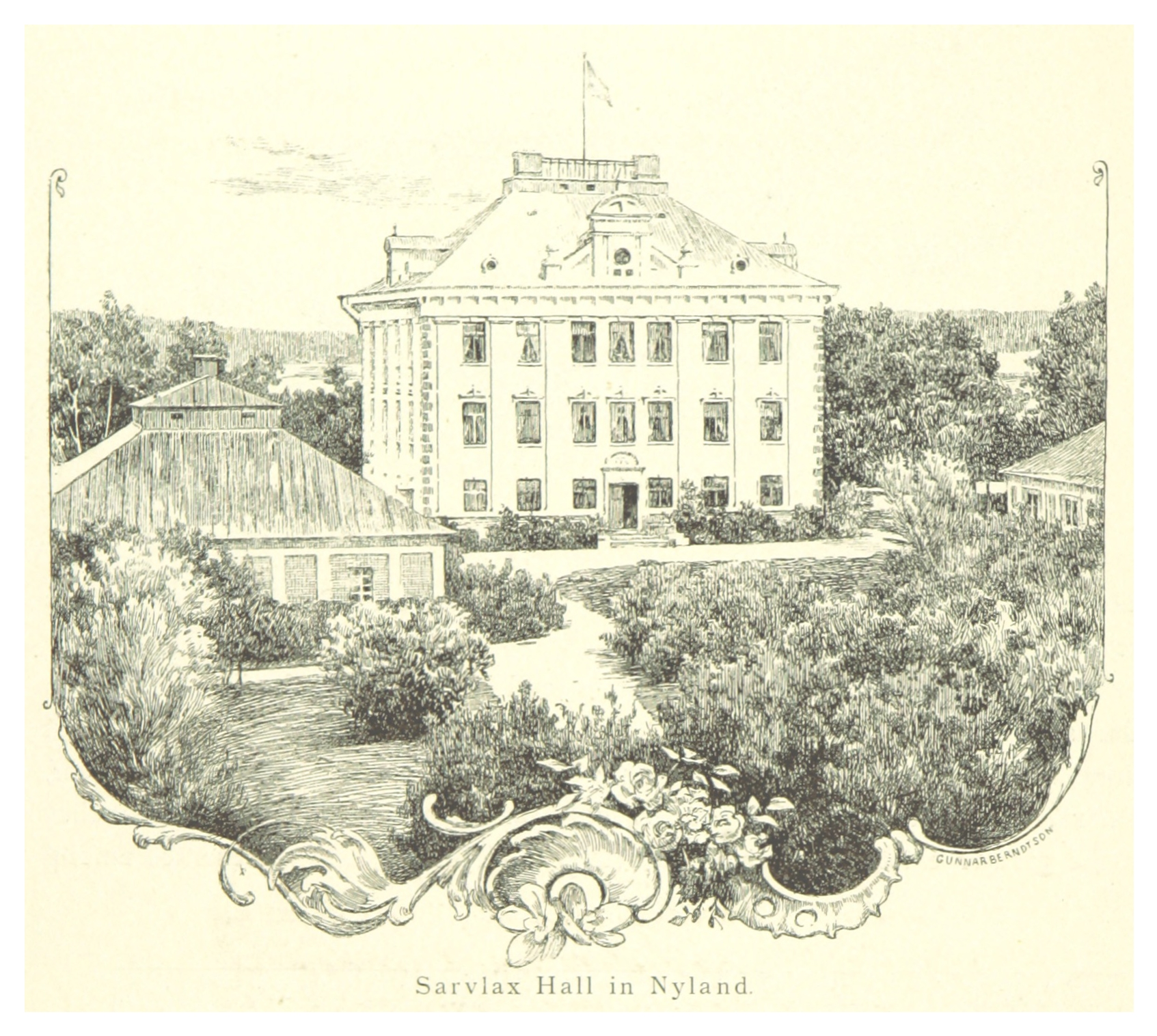
Slottet 1894 i boken Finland in the Nineteenth Century.
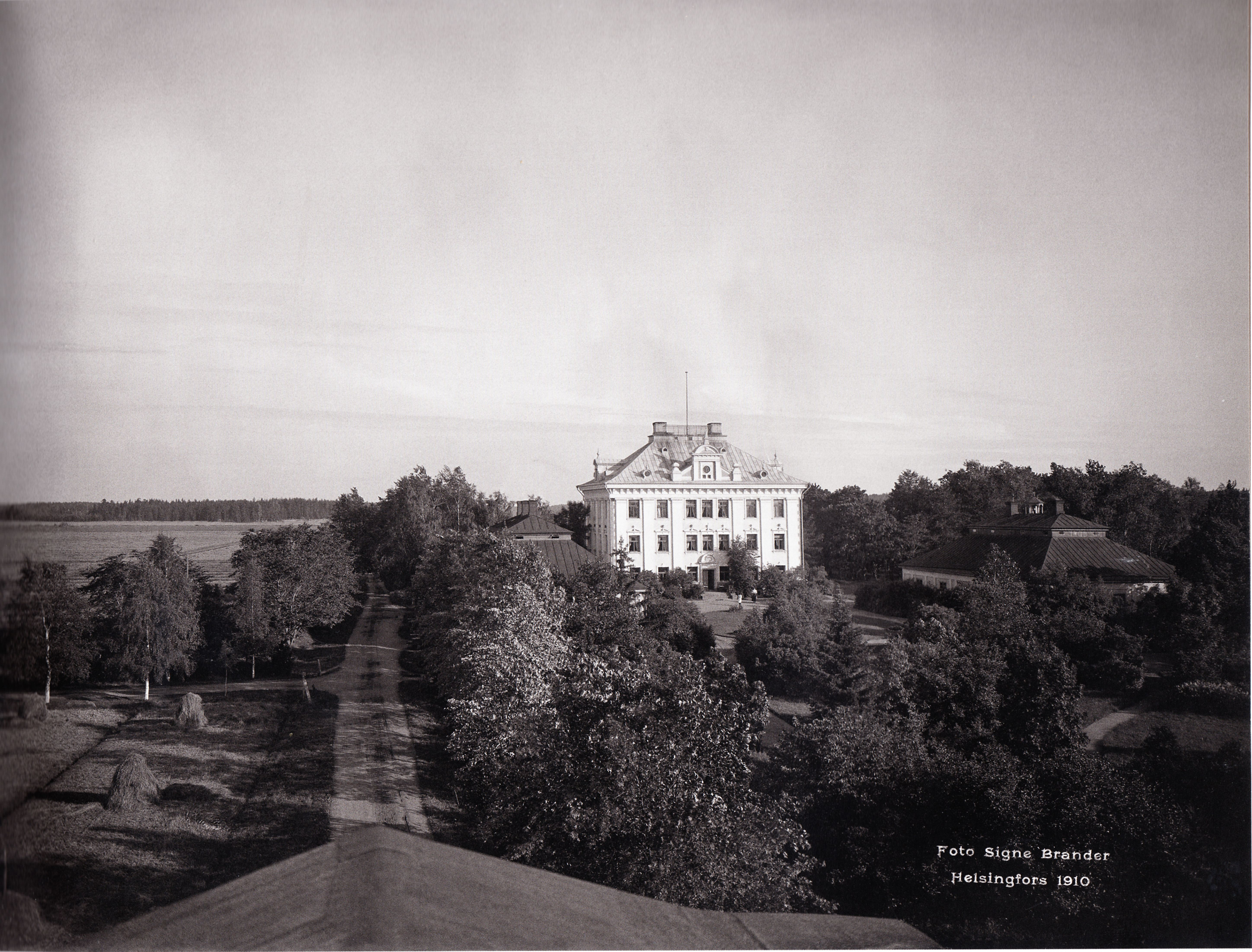
År 1910.
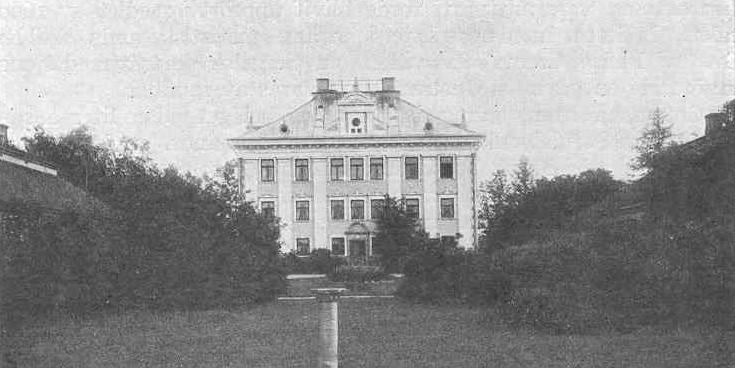
Bild ur verket Det svenska Finland, förra delen (ca 1919).
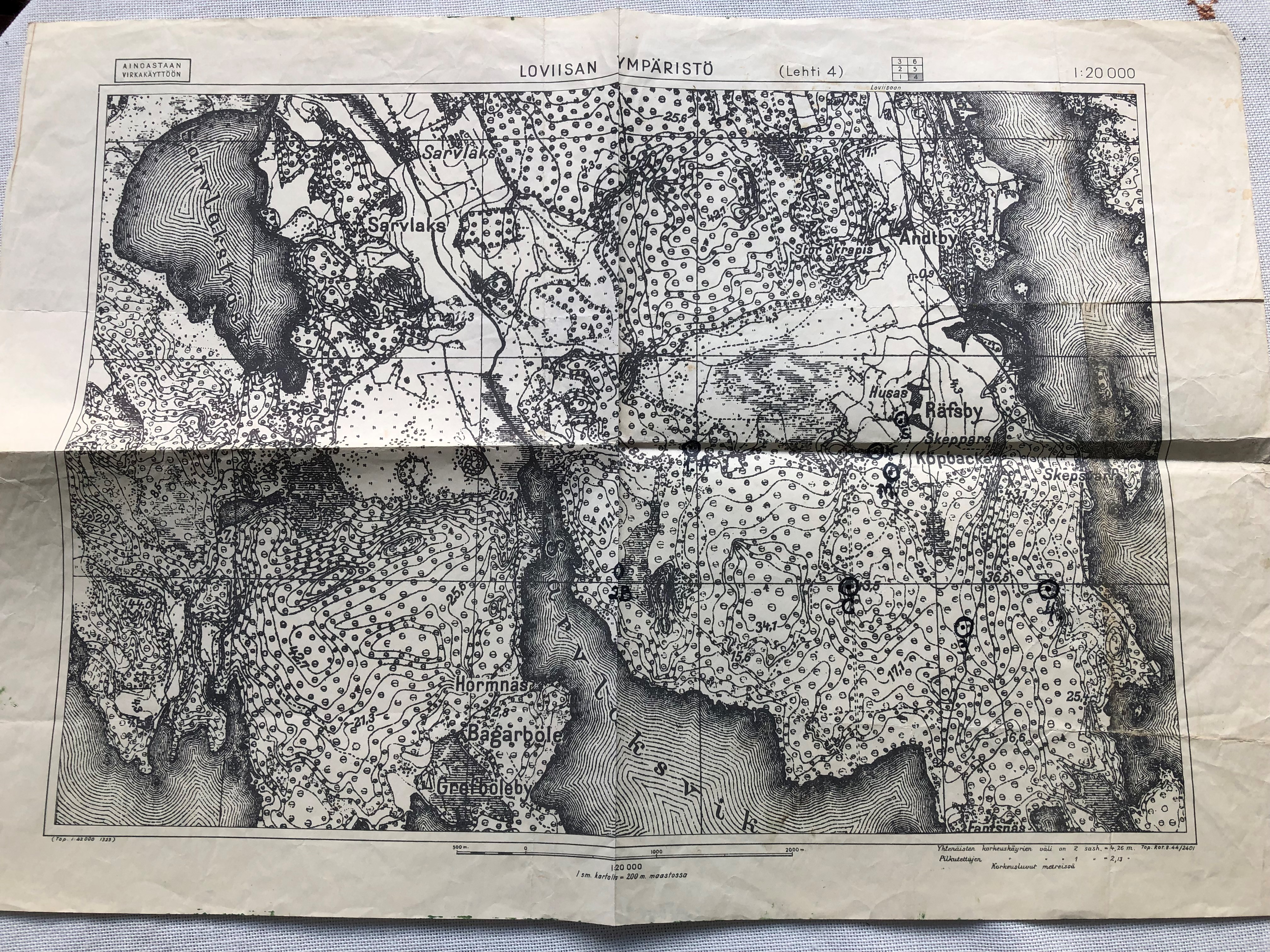
Karta över omgivningen ca år 1930.
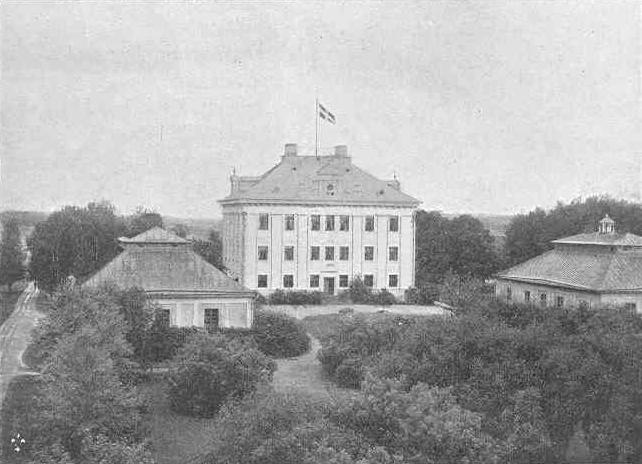
Sarvlax omkring 1900.